# Cupa Moldovei 2022-2023
La Cupa Moldovei 2022-2023 è stata la 32ª edizione della coppa nazionale moldava, iniziata il 17 agosto 2022 e terminata il 28 maggio 2023.
Lo Sheriff Tiraspol ha vinto il trofeo per la dodicesima volta, la seconda consecutiva.

## Formula
Il torneo si è svolto con turni ad eliminazione diretta in gara unica fino agli ottavi di finale. I quarti di finale e le semifinali si sono svolti in match di andata e ritorno. Nel turno preliminare si sono affrontate le squadre militanti in Liga 2. Dal primo turno sono entrate nella competizione club della Liga 1, mentre negli ottavi sono entrati i club della massima serie.

## Turno preliminare
| Squadra 1           | Risultato         | Squadra 2         |
| ------------------- | ----------------- | ----------------- |
| 17 agosto 2022      |                   |                   |
| Țarigrad            | 2 – 2 (5-6 dtr)   | Locomotiva Ocnița |
| Vulturii Cutezători | 1 – 2             | Sîngerei          |
| La Familia          | 4 – 0             | Cricova           |
| Socol Copceac       | 2 – 2 (11-10 dtr) | Congaz            |

## Primo turno
| Squadra 1          | Risultato       | Squadra 2          |
| ------------------ | --------------- | ------------------ |
| 30 agosto 2022     |                 |                    |
| FC Visoca          | 1 – 1 (4-3 dtr) | Inter Soroca       |
| Grănicerul Glodeni | 1 – 2 (dts)     | Speranța Drochia   |
| Cruiz Plus         | n.d.            | Iskra Rîbnița      |
| Rîşcani            | 1 – 2           | Edineț             |
| Codru Călărași     | 0 – 1           | FCM Ungheni        |
| EFA Visoca         | 0 – 1           | Florești           |
| Pepeni             | 1 – 0           | Olimpia 1984 Bălți |
| Locomotiva Ocnița  | 1 – 1 (4-2 dtr) | Fălești            |
| Sîngerei           | 2 – 1           | Speranis Nisporeni |
| La Familia         | 4 – 0           | Real Succes        |
| Atletic Strășeni   | 1 – 3           | Victoria Chișinău  |
| Stăuceni           | 2 – 1           | Spartanii Selemet  |
| Univer-Oguzpsort   | 1 – 0           | Sucleia            |
| Slobozia Mare      | 1 – 4           | Olimp Comrat       |
| 31 agosto 2022     |                 |                    |
| Maiak Chirsova     | 3 – 1 (dts)     | Cimișlia           |
| 7 settembre 2022   |                 |                    |
| Socol Copceac      | 2 – 3 (dts)     | Văsieni            |

## Secondo turno
| Squadra 1         | Risultato | Squadra 2         |
| ----------------- | --------- | ----------------- |
| 14 settembre 2022 |           |                   |
| FC Visoca         | 0 – 2     | Speranța Drochia  |
| Edineț            | 0 – 2     | Iskra Rîbnița     |
| FCM Ungheni       | 0 – 3     | Florești          |
| Locomotiva Ocnița | 1 – 0     | Pepeni            |
| La Familia        | 3 – 0     | Sîngerei          |
| Univer-Oguzpsort  | 2 – 0     | Olimp Comrat      |
| Văsieni           | 0 – 5     | Victoria Chișinău |
| Maiak Chirsova    | 0 – 2     | Stăuceni          |

## Ottavi di finale
| Squadra 1         | Risultato       | Squadra 2         |
| ----------------- | --------------- | ----------------- |
| 18 ottobre 2022   |                 |                   |
| Dinamo-Auto       | 0 – 2 (dts)     | Univer-Oguzpsort  |
| Iskra Rîbnița     | 0 – 7           | Dacia Buiucani    |
| La Familia        | 0 – 5 (dts)     | Sfîntul Gheorghe  |
| Locomotiva Ocnița | 0 – 2           | Milsami Orhei     |
| 19 ottobre 2022   |                 |                   |
| Speranța Drochia  | 0 – 6           | Sheriff Tiraspol  |
| Florești          | 2 – 2 (2-4 dtr) | Petrocub Hîncești |
| Zimbru Chișinău   | 3 – 0           | Victoria Chișinău |
| Bălți             | 4 – 0           | Stăuceni          |

## Quarti di finale
| Squadra 1                    | Totale          | Squadra 2         | Andata | Ritorno     |
| ---------------------------- | --------------- | ----------------- | ------ | ----------- |
| 4 marzo 2023 / 5 aprile 2023 |                 |                   |        |             |
| Dacia Buiucani               | 1 – 6           | Sheriff Tiraspol  | 0 – 3  | 1 – 3       |
| 4 marzo 2023 / 6 aprile 2023 |                 |                   |        |             |
| Milsami Orhei                | 1 – 6           | Petrocub Hîncești | 0 – 3  | 1 – 3       |
| 5 marzo 2023 / 5 aprile 2023 |                 |                   |        |             |
| Sfîntul Gheorghe             | 3 – 3 (7-6 dtr) | Zimbru Chișinău   | 0 – 0  | 3 – 3 (dts) |
| Bălți                        | 9 – 1           | Univer-Oguzsport  | 5 – 0  | 4 – 1       |

## Semifinali
| Squadra 1                      | Totale | Squadra 2         | Andata | Ritorno     |
| ------------------------------ | ------ | ----------------- | ------ | ----------- |
| 26 aprile 2023 / 3 maggio 2023 |        |                   |        |             |
| Sheriff Tiraspol               | 3 – 0  | Petrocub Hîncești | 2 – 0  | 1 – 0       |
| Sfîntul Gheorghe               | 2 – 3  | Bălți             | 1 – 0  | 1 – 3 (dts) |

## Finale
| Arbitro: | Stoianov (Taraclia) |

| |                      | |
| Neagu Moțpan Rusnac Furtună Randriambololona Cojocari Yakovlev W. Taira | Tiri di rigore 6 – 7 | Badolo Atiemwen Guedes Kiki Tambedou López Radeljić Diop |
| · Stanislav Namașco · Nathanael Bongo · Nichita Moțpan · Vadım Iakovlev · Zotsara Randriambololona · Daniel Danu · Federico Nguema · Andrei Rusnac · Serafim Cojocari · Welington Taira · Denis Furtună | Formazioni           | · Maksym Koval' · Munashe Garananga · Stjepan Radeljić · Mouhamed Diop · Cedric Badolo · Ricardinho · Amine Talal · Moussa Kyabou · Armel Zohouri · Abdoul Tapsoba · Renan Guedes            |
| · Artur Nazariuc · Álvaro Bely · Vladislav Boico · Serghei Mișcov · Nichita Cambura · Miracle Nwautobo · Petru Neagu                                                                                    | Sostituzioni         | · Dumitru Celeadnic · Razak Abalora · Michael López · Abdoul Moumouni · Gaby Kiki · Bubacarr Tambedou · Christ Bekale · Danila Ignatov · Nichita Covali · Iyayi Atiemwen · Ismaila Origbaajo |